# Josep Maria Mas de Xaxars i Palet
Josep Maria Mas de Xaxars i Palet (Alella, Maresme, 18 d'agost de 1881 - Barcelona, 16 de gener de 1946) va ser un enginyer i entomòleg català.
Després de decantar-se pels estudis entomològics, inclinació que conservà durant tota la seva trajectòria vital, estudià la carrera d'enginyer industrial, especialitzant-se en química i mecànica. Acabada la carrera compaginà la seva activitat professional com a enginyer amb pràctica de l'entomologia. Juntament amb els germans Salvador i Josep Maluquer i Nicolau i Antoni Novellas i Roig, fou un dels fundadors de la Institució Catalana d'Història Natural, de la qual fou tresorer (1902-1905), vocal (1908), conseller (1912) i conservador (1923-1924). S'ocupà especialment de l'estudi dels coleòpters, i en particular els dels gèneres Cychrus, Carabus i Calosoma, dels quals aplegà una important col·lecció. L'any 1912 ingressà a la «Sociedad Aragonesa de Ciencias Naturales». També fou membre de la «Reial Societat Espanyola d'Història Natural», i soci fundador de la «Sociedad Entomológica de España». Després de diverses expedicions científiques per terres catalanes aconseguí reunir la primera col·lecció de la Península Ibèrica i una de les millors del món de Cychrus, Carabus i Calosoma, amb 1.158 formes i més de 5.000 exemplars. Amb el temps el reconeixement a la seva tasca i les seves relacions científiques s'estengueren a tots els medis entomològics nacionals i internacionals.